# Plagianthus regius
Plagianthus regius är en malvaväxtart. Plagianthus regius ingår i släktet Plagianthus och familjen malvaväxter.

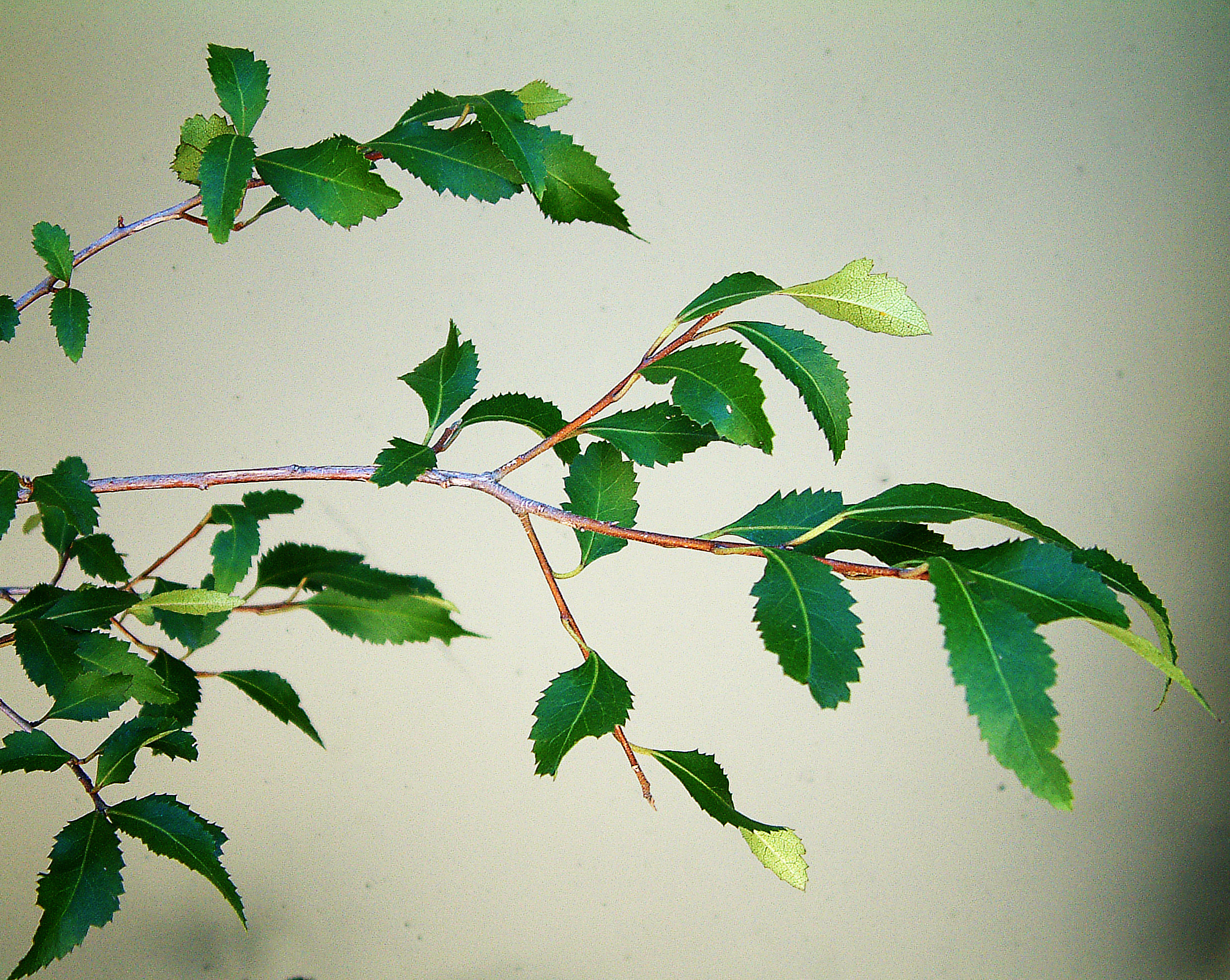

Arten delas in i två underarter:
- P. r. chathamicus
- P. r. regius